# Pasión de Gavilanes (2.ª temporada)
A segunda e última de temporada de Pasión de Gavilanes foi anunciada pelo Telemundo em 12 de maio de 2021, no adiantamento para a temporada de televisão 2021-2022. A temporada é estrelada por um ensemble cast com Danna García, Mario Cimarro, Juan Alfonso Baptista, Natasha Klauss, Paola Rey, e Zharick León, com Michel Brown como convidado.
A segunda temporada da novela colombiana se passa 20 anos após os eventos da primeira temporada, que foi ao ar em 2003. A temporada é produzida pela Telemundo Global Studios e CMO Producciones.
A temporada estreou em 14 de fevereiro de 2022 no Telemundo. No Brasil, a novela estreou em 16 de maio de 2022 no SBT, sendo retirada do ar no capítulo 7 no dia 24 do mesmo mês.

## Enredo
Vinte anos após os eventos da temporada anterior, a família Reyes-Elizondo é forçada a enfrentar novos desafios que ameaçam sua família. O assassinato do professor Genaro Carreño abala a família, pois as evidências apontam os filhos de Juan e Norma como os culpados. As tensões continuam a crescer com a chegada de Samuel Caballero (Sergio Goyri), um homem poderoso e cruel que não hesitará em fazer o que for preciso para recuperar sua filha e sua esposa, Rosario Montes (Zharick León), cujo retorno a San Marcos chamou a atenção de todos.

## Elenco

### Principais
- Mario Cimarro como Juan Reyes Guerrero
- Danna García como Norma Elizondo Acevedo
- Juan Alfonso Baptista como Óscar Reyes Guerrero
- Paola Rey como Jimena Elizondo Acevedo
- Natasha Klauss como Sara "Sarita" Elizondo Acevedo
- Zharick León como Rosario Montes
- Bernardo Flores como Juan David Reyes[10]
- Camila Rojas como Muriel Caballero
- Juan Manuel Restrepo como León Reyes[11]
- Sebastián Osorio como Erick Reyes[11]
- Yare Santana como Gaby Reyes
- Jerónimo Cantillo como Andrés Reyes
- Ángel de Miguel como Albín Duarte
- Alejandro López como Demetrio Jurado
- Germán Quintero como Martín Acevedo
- Kristina Lilley como Gabriela Acevedo de Elizondo
- Boris Schoemann como Pablo Gunter
- Katherine Porto como Romina Clemente[12]

### Recorrente
- Carmenza González como Quintina Canosa
- Tatiana Jáuregui como Dominga
- Constanza Hernández como Panchita López
- Jacobo Montalvo como Duván Clemente
- Jonathan Bedoya como Nino Barcha
- Sebastián Vega
- Valeria Caicedo como Sibila
- Álvaro García

### Convidados
- Michel Brown como Franco Reyes Guerrero[13]
- Sergio Goyri como Samuel Caballero

## Produção

### Desenvolvimento
Em 12 de maio de 2021, o Telemundo anunciou que reviveria Pasión de Gavilanes para uma segunda temporada. As filmagens da temporada começaram em 18 de outubro de 2021 e foram concluídas em março de 2022.

### Elenco
O elenco completo foi confirmado em 18 de outubro de 2021, com Danna García, Mario Cimarro, Juan Alfonso Baptista, Natasha Klauss, Paola Rey, Zharick León, Kristina Lilley, Carmenza González e Tatiana Jáuregui retornando da primeira temporada. Michel Brown inicialmente se recusou a retornar para a segunda temporada, no entanto, em novembro de 2021, foi confirmado que ele estaria reprisando seu papel de Franco Reyes.

### Marketing
Para promover a nova temporada, o Telemundo começou a mostrar reprises da primeira temporada nas tardes da semana a partir de 9 de agosto de 2021. Em 19 de janeiro de 2022, o Telemundo lançou o primeiro trailer oficial da temporada.